# 烏迪內
烏迪內是位於義大利東北部弗留利-威尼斯朱利亞大區的一個城市。烏迪內省的首府所在地。距斯洛維尼亞邊境不到40公里。2019年，有人口100,170人。
地處的里雅斯特和威尼斯之間，是弗留利-威尼斯朱利亞大區的重要城市。

## 歷史
烏迪內早於上古時代就已有人定居，當時是伊利里亞人聚居。而最早關於烏迪內的記載，則是中世紀時期，當時奧托二世在烏迪內擁有一座城堡。到了十三世紀，開始成為貿易中心。
1420年遭威尼斯共和國所征服，統治期一直維持到1797年。其後受法國人所控制，不久為倫巴第-威尼西亞王國一部分。意大利統一後，在1866年，歸入意大利國一部分。

## 文化
乌迪内於每年4月均舉辦遠東電影節，播放東亞地區的電影作品。

## 經濟
傳統上以商業貿易為主，近代則以鋼鐵、機械工業為大宗。

## 體育
烏迪內是乌迪内斯足球俱乐部的主場。

## 交通

### 道路
- A23公路

## 圖片

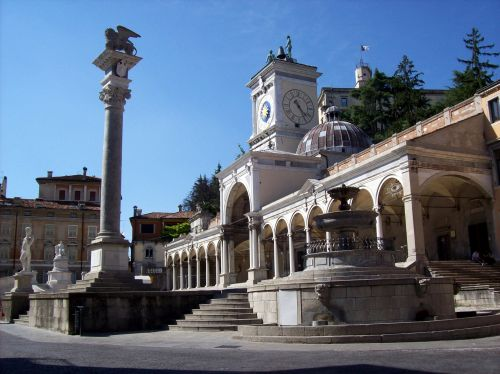
自由广场
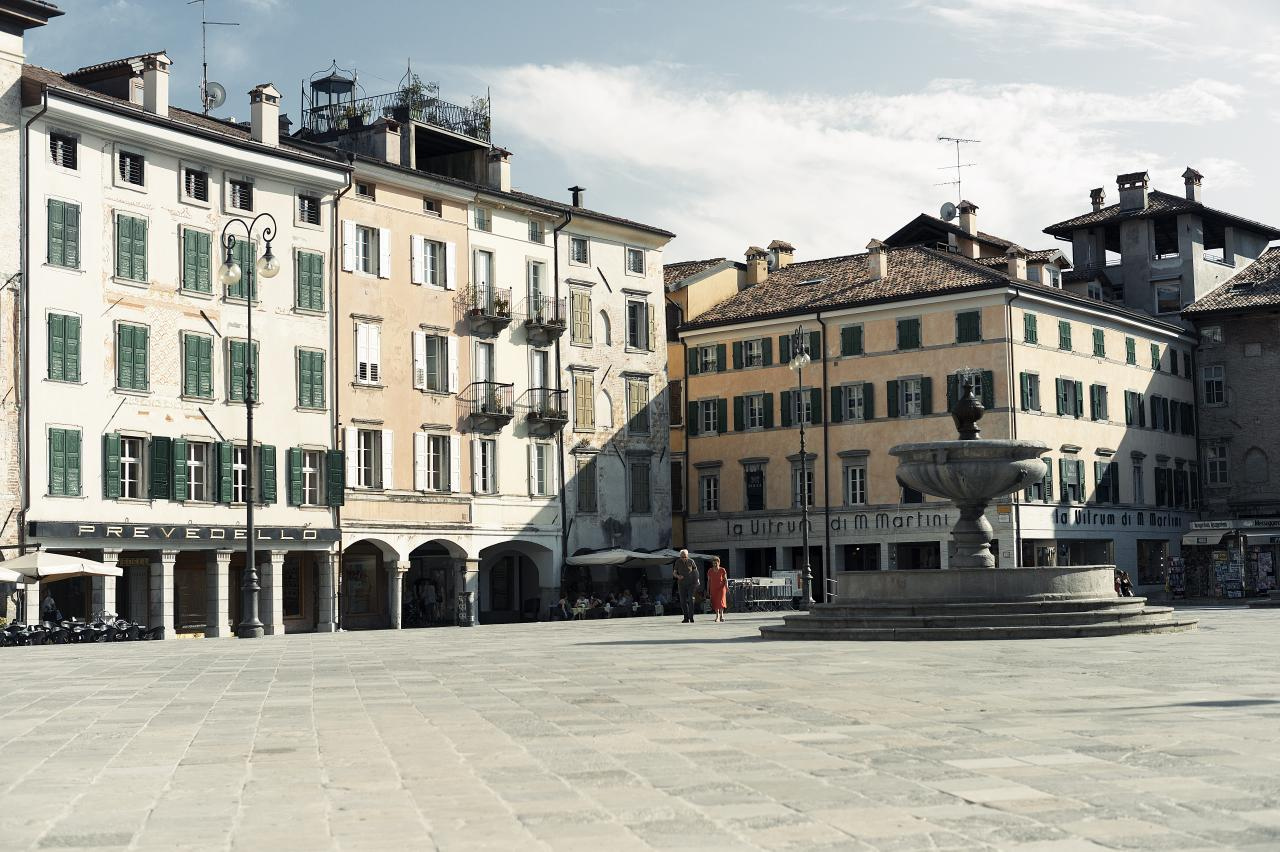
廣場一景
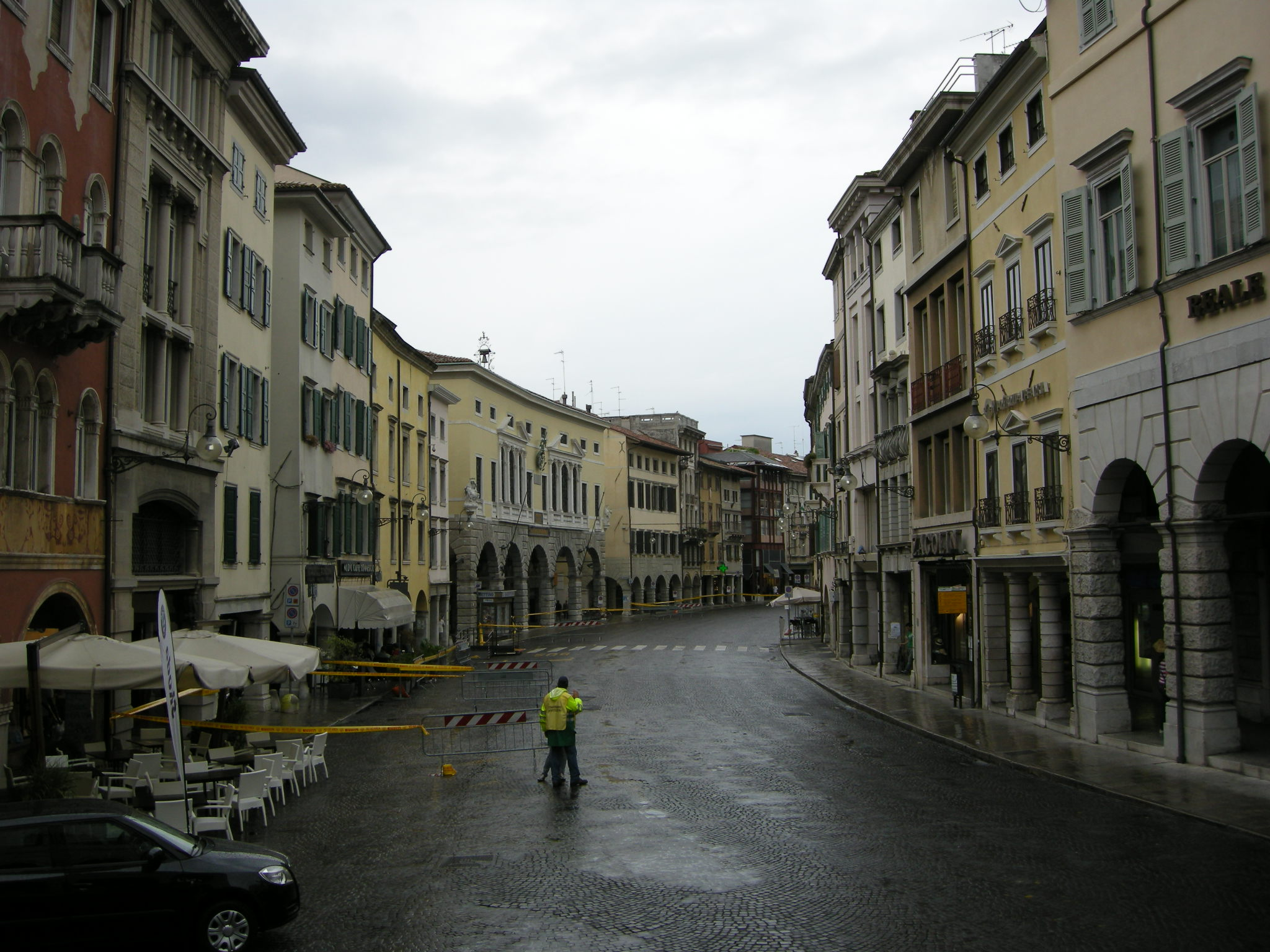
街景

## 外部連結
- Udine homepage （页面存档备份，存于）
- University of Udine
- Udine in 3D
- The soccer song Fuarce Udin
- Udine International School （页面存档备份，存于）